# 白川町立白川小学校
白川町立白川小学校（しらかわちょうりつ しらかわしょうがっこう）は岐阜県加茂郡白川町にある公立の小学校。

## 概要
- 校区は中川、水戸野、和泉、広野、白山、河東、坂ノ東、河岐である。
- 白川町の人口、児童数減少のため、 旧白川町立白川小学校と白川町立白川北小学校とが統合し、新白川町立白川小学校が開校した[1]。2021年の統合後の校舎は、旧白川北小学校のを使用している。2026年には白川町立白川中学校敷地内に新築移転が検討されている。
- 旧白川町立白川小学校の校区は中川、水戸野、和泉、広野、河岐[注釈 1]、河東の一部（見代）、坂ノ東の一部（下金[注釈 2]）であった。

## 沿革
現在の白川小学校（新白川小学校）の開校は2020年（令和2年）である。ここでは旧白川小学校についても記述する。
- 1873年（明治6年） - 開誠義校が開校。和泉村、水戸野村、若松村[注釈 3]、広野村、田代山寺村[注釈 4]、小原村、名倉村[注釈 5]の児童が通学する。
- 1874年（明治7年） - 公立開誠小学校に改称する。
- 1880年（明治13年） - 開誠小学校から河岐学校が分離独立する。河岐村の児童が通学する。
- 1881年（明治14年） - 水戸野村、広野村に開誠小学校の分校を設置。
- 1883年（明治16年） - 水戸野村、広野村の分校を廃止。
- 1885年（明治18年） - 河岐学校が開誠小学校に合併する。
- 1886年（明治19年） - 和泉尋常簡易科小学校に改称する
- 1889年（明治22年） - 和泉村、水戸野村、広野村、白山村、河東村、河岐村、中川村が合併し、西白川村が発足。
- 1898年（明治31年） - 和泉尋常高等小学校に改称する。
- 1907年（明治40年） - 和泉尋常高等小学校、中川尋常小学校、白山尋常小学校、河東簡易科小学校が合併し、西白川尋常小学校となる。中川に第一分教場、白山に第二分教場、河東に第三分教場を設置する。
- 1910年（明治43年） - 第二分教場、第三分教場が統合され、大山尋常小学校として分離独立する。
- 1912年（大正元年） - 現在地に移転する。
- 1939年（昭和14年） - 西白川尋常高等小学校に改称する。
- 1941年（昭和16年）4月1日 - 西白川国民学校に改称する。
- 1947年（昭和22年）4月1日 - 西白川村立西白川小学校に改称する。
- 1953年（昭和28年）4月1日 - 西白川村が町制を施行、白川町となる。同時に旧白川町立白川小学校に改称する。
- 1969年（昭和44年）4月 - 中川分校を統合する。中川教室を設置。
- 1970年（昭和45年）7月 - 新校舎完成。中川教室を廃止。
- 1983年（昭和58年） - 体育館完成。
- 1991年（平成3年） - プール完成。
- 2020年（令和2年）
  - 2月29日 - 閉校式を行う[2]。
  - 3月25日 - 最後の卒業式を行う。
  - 3月31日 - 白川町立白川北小学校との統合により閉校。
  - 4月1日 - 新白川町立白川小学校が開校する。